# Mainspitz-Dreieck
Mainspitz-Dreieck in een knooppunt in de Duitse deelstaat Hessen.
Op dit knooppunt bij Mainz, in de gemeente Bischofsheim sluit de stadssnelweg A671 vanuit Mainz aan op de A60 Bingen-Rüsselsheimer Dreieck.

## Configuratie
Knooppunt
Het is een omgekeerd trompetknooppunt.
Rijstrook
De het knooppunt heeft de A60 2x3 rijstroken en de A671 die vanaf hier noordwaarts richting Wiesbaden loopt heeft 2x2 rijstroken.

## Verkeersintensiteiten
Dagelijks passeren ongeveer 190.000 voertuigen het knooppunt.
| Van                            | Naar                   | Gemiddeld aantal voertuigen per dag | Percentage vrachtverkeer |
| ------------------------------ | ---------------------- | ----------------------------------- | ------------------------ |
| AS Ginsheim-Gustavsburg (A 60) | AD Mainspitz-Dreieck   | 80.600                              | 11,3 %                   |
| AD Mainspitz-Dreieck           | AS Bischofsheim (A 60) | 71.000                              | 10,6 %                   |
| AS Gustavsburg (A 671)         | AD Mainspitz-Dreieck   | 44.300                              | 7,4 %                    |

## Richtingen knooppunt
| Aansluitende wegen                                     | Aansluitende wegen | Aansluitende wegen          | Aansluitende wegen | Aansluitende wegen                         |
| ------------------------------------------------------ | ------------------ | --------------------------- | ------------------ | ------------------------------------------ |
|                                                        |                    | richting Wiesbaden / Keulen |                    |                                            |
|                                                        |                    |                             |                    |                                            |
|                                                        |                    |                             |                    |                                            |
|                                                        |                    |                             |                    |                                            |
| richting Ginsheim-Gustavsburg / Mainz Bingen / Koblenz |                    |                             |                    | richting Rüsselsheim Darmstadt / Frankfurt |